# 硬头骨鲻
硬头骨鲻（学名：Osteomugil strongylocephalus）为鲻科骨鲻属的鱼类，俗名硬头鲻、英氏鲻。分布于印度尼西亚、菲律宾至太平洋中部夏威夷群岛以及南海、台湾海峡等海域，属于暖水性鱼类。其多栖息于浅海或河口一带。该物种的模式产地在香港。